# الدعارة في سريلانكا

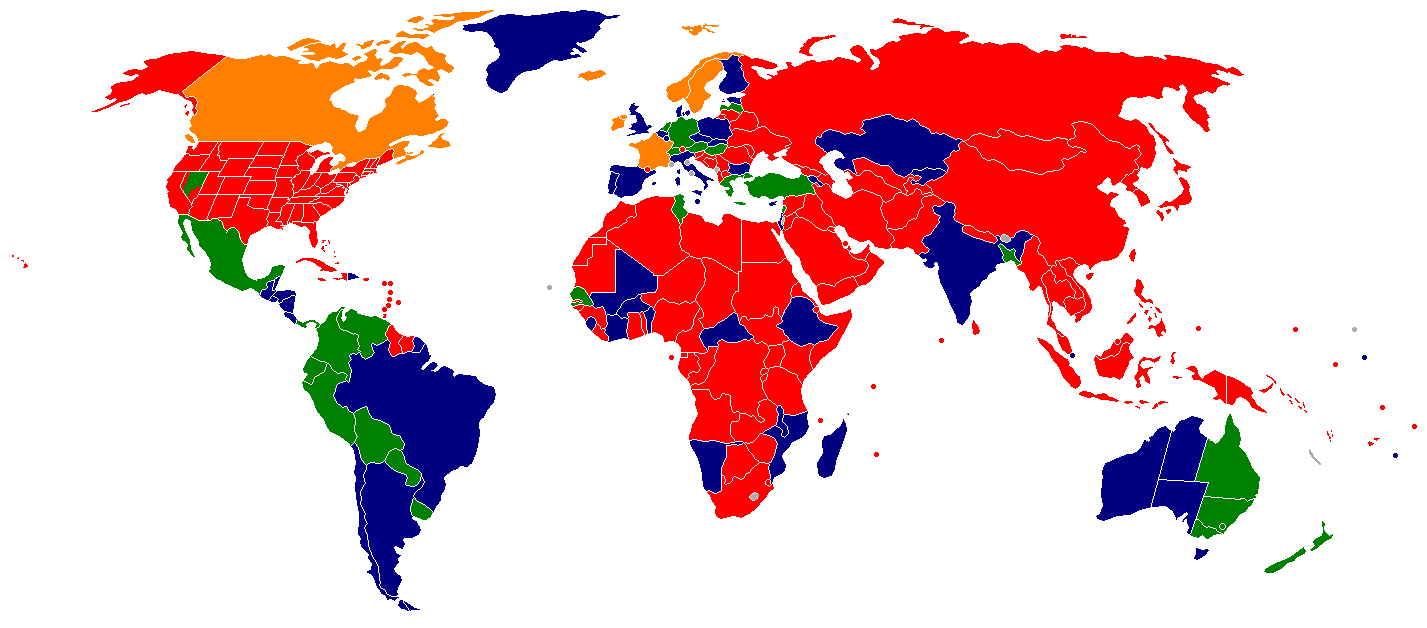

الدعارة في سريلانكا غير قانونية ويحظر القانون ما يرتبط بها من نشاطات مثل الالتماس والقوادة ودور الدعارة. كما يعد الاتجار بالبشر بغرض الدعارة ولا سيما القاصرين منهم فعلاً إجرامياً مخالفاً للقانون. الدعارة ليست منتشرة في سريلانكا إلى حدٍ كبير مقارنةً مع البلدان المجاورة لها. يُقدر عدد العاهرات بحوالي 40,000 عاهرة، وتُعرفن محلياً باسم غانيكاوا/ويسي في البلاد وينحصر نشاط نصفهن تقريباً على العاصمة التجارية كولمبو.
يعد استغلال الأطفال في السياحة الجنسية والاتجار بالبشر من المشاكل التي تواجهها سريلانكا.
يوجد إحجام من قِبل العاملات بالجنس عن استخدام الأوقية الذكرية لكي لا يتم استخدامها ضدهن كدليل على امتهانهن الدعارة في حال تم إلقاء القبض عليهن.

## الوضع القانوني
ترجع الأصول التاريخية للقسم الأكبر من قانون سريلانكا الخاص بالدعارة إلى حقبة الحكم البريطاني للجزيرة.
صدر بلاغ المشردّون عام 1842. واختص قسمين من البلاغ بموضوع الدعارة:
المادة 2 - معاقبة الأشخاص الذين يتصرفون بشغب أو بإخلال للنظام في الشوارع العامة. 
إن كل شخص يتصرف بسلوك ينطوي على شغب أو إخلال بالنظام في أي شارع عام أو طريق سريع سيكون عرضة لدفع غرامة لا يتجاوز قدرها الخمسة روبيات.
المادة 7 - الالتماس والأفعال الفاحشة في الأماكن العامة.
(أ) أي شخص يقوم في أي مكان عام أو حوله بالتماس أي شخص بغرض ارتكاب أي فعل جماع جنسي غير مشروع أو فاحش، سواء مع الشخص المُلتمس أو مع أي شخص آخر سواء محدد كان أم لم يكن؛
(ب) أي شخص يُعثر عليه يرتكب أي فعل مخل بالأدب أو يُعثر عليه يتصرف بإخلال للأدب في مكان عام أو حوله.

صدر بلاغ دور الدعارة عام 1889. وتحدد بموجبه أي شخص يقوم بالآتي:
(أ) يُبقي أو يدير أو يتصرف أو يساعد في إدارة دار دعارة؛ أو
(ب) يكون مستأجراً أو مُكتَرياً أو حائزاً أو مالكاً لأي منشئآت ويسمح عن سابقِ معرفةٍ باستخدامِ هكذا منشآت أو أي جزء منها كدار دعارة، أو بغرض الدعارة الاعتيادية؛ أو
(د) يكون مُكْرِياً أو مُؤَجّراً لأي منشئآت أو وكيلاً لهكذا مُكْرِي أو مُؤَجّر ويترك نفس أو أي جزء منها عن سابقِ معرفةٍ باستخدامِ هكذا منشآت أو جزء منها كدار دعارة أو يكون طرفاً عَمْداً في الاستخدام المستمر لهكذا منشآت أو أي جزء منها كدار دعارة،
تُعرّف المادة 360(أ) من قانون العقوبات القوادة وتحظرها، بينما تختص المادرة 360(ب) بجرائم الاستغلال الجنسي للأطفال وتختص المادة 360(ج) بالاتجار بالبشر. بالإضافة إلى تعزيز المادة 365(أ) (جرائم جنسية جسيمة) من التشريع المعني بالاستغلال الجنسي للأطفال والاتجار بهم. (أُضِيفت جميعها عام 1995).